# Criotettix beihaiensis
Criotettix beihaiensis is een rechtvleugelig insect uit de familie doornsprinkhanen (Tetrigidae). De wetenschappelijke naam van deze soort is voor het eerst geldig gepubliceerd in 2006 door Wei, Zheng & Deng.